# تپه گرد و سفلی
تپه گرد و سفلی مربوط به دوران پیش از تاریخ ایران باستان است و در شهرستان کوهرنگ، بخش مرکزی، روستای گرد و سفلی واقع شده و این اثر در تاریخ ۲۴ فروردین ۱۳۸۲ با شمارهٔ ثبت ۸۲۱۱ به‌عنوان یکی از آثار ملی ایران به ثبت رسیده است.